# Johan Rehn (1708–1771)
Johan Rehn, född 3 december 1708 i Linköping, Östergötlands län, död 17 september 1771 i Ukna församling, Kalmar län, var en svensk präst.

## Biografi
Johan Rehn föddes 1708 i Linköping. Han var son till mjölnaren Måns Månsson och Maria Håkansdotter. Rehn blev 1727 student vid Uppsala universitet och blev 1736 subkantor i Linköping. Han prästvigdes 15 december 1736 och blev 1739 extra ordinarie bataljonspredikant vid östgöta infanteriregemente. Rehn deltog 1740–1742 i Finska kriget och blev senare huspredikant på Bjärka-Säby slott hos grevinnan Cederhielm. Han blev 1752 kyrkoherde i Ukna församling. Rehn avled 1771 i Ukna socken.

### Familj
Rehn gifte sig 14 juni 1753 med Anna Katarina Brodin (1730–1788), dotter till kyrkoherden i Å församling. De fick tillsammans barnen Lars Magnus Rehn (1754–1754), Katarina Maria Rehn (1755–1812), som var gift med trumpetaren Kristian Erik Sebaldt i Högtomta, underofficeren Johan Rehn (född 1756), Anna Rehn (1757–1757), Birgitta Elisabet Rehn (1758–1770), adjutanten Carl Fredrik Rehn (född 1759) vid Livgrenadjärregementet i Linköping, Beata Lotta Rehn (född 1762), Lars Magnus (1763–1764), Fredrika Rehn (född 1765) och Helena Rehn (född 1769).